# Bird Thomas Baldwin
Bird Thomas Baldwin (Marshallton, 31 de mayo de 1875-Iowa City, 11 de mayo de 1928) fue un educador, psicólogo e investigador estadounidense del desarrollo infantil. Fue director de la Iowa Child Welfare Research Station («Estación de Investigación sobre Bienestar Infantil de Iowa»). Como parte del ejército de los Estados Unidos, fue psicólogo de soldados heridos.

## Vida personal y carrera temprana
Baldwin nació el 31 de mayo de 1875 en Marshallton (condado de Chester), Pensilvania. Recibió una licenciatura en Swarthmore College en 1900 y luego se convirtió en director de Moorestown Friends School en Moorestown, Nueva Jersey, durante dos años. Mientras continuaba su educación en Harvard College, donde recibió su maestría y doctorado, fue empleado de la Universidad de Pensilvania en psicología y educación. En 1906 estudiaba psicología en la Universidad de Leipzig. Baldwin enseñó en la Escuela Normal Estatal de Westchester, la Universidad de Texas y Swarthmore College.

## Investigación y desarrollo infantil
En 1917, Baldwin fue nombrado director de la Iowa Child Welfare Research Station (ICWRS, «Estación de Investigación sobre Bienestar Infantil de Iowa»). La estación de investigación fue la primera de su tipo. Durante poco más de un año, Baldwin fue el mayor del Cuerpo Sanitario en la oficina del Cirujano General del Ejército de los Estados Unidos. Ayudó psicológicamente a los soldados en el Centro Médico del Ejército Walter Reed. Durante la década de 1920, Baldwin recibió subvenciones de la Unión Cristiana de Mujeres por la Templanza y del Laura Spelman Rockefeller Memorial para promover los objetivos de la Estación de Investigación sobre Bienestar Infantil de Iowa. Baldwin trabajó con otros para descubrir qué causaba el desarrollo de niños «normales». La estación de investigación se hizo muy conocida a finales de la década de 1920, al mismo tiempo que formaba a maestros de guardería y educaba a los padres. Baldwin obtuvo elogios por su trabajo a nivel internacional. Baldwin hizo que colocaran a su hija, que tenía problemas de aprendizaje, en la guardería de observación de ICWRS. Después de que el aprendizaje de su hija mejoró, Baldwin comenzó a creer que las pruebas de coeficiente intelectual eran engañosas, lo que lo llevó a centrarse más en el desarrollo mental. Baldwin era miembro de la Asociación Estadounidense para el Avance de la Ciencia. El libro The Psychology of the Preschool Child es el estudio de Baldwin sobre niños de dos a seis años.
Baldwin murió el 11 de mayo de 1928 a causa de una infección que contrajo en una barbería mientras lo afeitaban.